# The Sims 3: Ambitions
Симс 3: Амбиције је други додатак за стратешку игру живота Симс 3. Датум издавања је био јун 2010. године. По својим карактеристикама, можемо га упоредити са претходна два симс серијала, Симс: Живи Високо (енг. The Sims: Livin' Large), и Симс 2: Посао (енг. The Sims 2: Open for Business). Симс 3: Амбиције, попут и претходних додатака додаје у основну игру нова дешавања, жење и могућности. Прва, као и основна могућност у игри, су нови послови, симболично названи професије. Професије, као и попут нормалног посла пружају сасвим слидну плату (која зависи од достигнутог нивоа), али нову могућност контролисања ваших Симова за време радног времена. У дадатак је укључено и доста ствари за декорисање Сим домова, као и систем за прање веша, што укључује веш машине, корпе и сушила за веш.